# Ripley (Tennessee)
Ripley is een plaats (city) in de Amerikaanse staat Tennessee, en valt bestuurlijk gezien onder Lauderdale County.

## Demografie
Bij de volkstelling in 2000 werd het aantal inwoners vastgesteld op 7844.
In 2006 is het aantal inwoners door het United States Census Bureau geschat op 7719, een daling van 125 (-1.6%).

## Geografie
Volgens het United States Census Bureau beslaat de plaats een oppervlakte van
33,3 km², waarvan 33,2 km² land en 0,1 km² water.

## Plaatsen in de nabije omgeving
De onderstaande figuur toont nabijgelegen plaatsen in een straal van 28 km rond Ripley.

## Geboren
- Peetie Wheatstraw (1902-1941), bluespianist, -gitarist en singer-songwriter
- Sleepy John Estes (1904-1977), blueszanger, gitarist